# خورخي إدواردو ألفاريز
خورخي إدواردو ألفاريز (بالإسبانية: Jorge Eduardo Álvarez)‏ هو لاعب كرة قدم تشيلي، ولد في 30 مايو 1990 في كوريكو في تشيلي. لعب مع كوريكو يونيدو.